# Los Angeles Film Critics Association Awards 2004
La 30ª edizione dei Los Angeles Film Critics Association Awards si è tenuta l'11 dicembre 2004, per onorare il lavoro nel mondo del cinema per l'anno 2004.

## Premi
Miglior film
- Sideways - In viaggio con Jack (Sideways), regia di Alexander Payne
  - 2º classificato: Million Dollar Baby, regia di Clint Eastwood

Miglior attore
- Liam Neeson - Kinsey
  - 2º classificato: Paul Giamatti - Sideways - In viaggio con Jack (Sideways)

Miglior attrice
- Imelda Staunton - Il segreto di Vera Drake (Vera Drake)
  - 2º classificato: Julie Delpy - Before Sunset - Prima del tramonto (Before Sunset)

Miglior regista
- Alexander Payne - Sideways - In viaggio con Jack (Sideways)
  - 2º classificato: Martin Scorsese - The Aviator

Miglior attore non protagonista
- Thomas Haden Church - Sideways - In viaggio con Jack (Sideways)
  - 2º classificato: Morgan Freeman - Million Dollar Baby

Miglior attrice non protagonista
- Virginia Madsen - Sideways - In viaggio con Jack (Sideways)
  - 2º classificato: Cate Blanchett - The Aviator e Coffee and Cigarettes

Miglior sceneggiatura
- Alexander Payne e Jim Taylor - Sideways - In viaggio con Jack (Sideways)
  - 2º classificato: Charlie Kaufman - Se mi lasci ti cancello (Eternal Sunshine of the Spotless Mind)

Miglior fotografia
- Dion Beebe e Paul Cameron - Collateral
  - 2º classificato: Xiaoding Zhao - La foresta dei pugnali volanti (十面埋伏)

Miglior scenografia
- Dante Ferretti - The Aviator
  - 2º classificato: Huo Tingxiao - La foresta dei pugnali volanti (十面埋伏)

Miglior colonna sonora
- Michael Giacchino - Gli Incredibili - Una "normale" famiglia di supereroi (The Incredibles)
  - 2º classificato: Alexandre Desplat - Birth - Io sono Sean (Birth)

Miglior film in lingua straniera
- La foresta dei pugnali volanti (十面埋伏), regia di Zhang Yimou  ·  Hong Kong/ Cina
  - 2º classificato: I diari della motocicletta (Diarios de motocicleta), regia di Walter Salles  ·  Argentina

Miglior film d'animazione
- Gli Incredibili - Una "normale" famiglia di supereroi (The Incredibles), regia di Brad Bird

Miglior documentario
- Born Into Brothels, regia di Zana Briski e Ross Kauffman
  - 2º classificato: Fahrenheit 9/11, regia di statunitense Michael Moore

Miglior film sperimentale/indipendente
- Ken Jacobs - Star Spangled to Death

New Generation Award
- Joshua Marston (regista) e Catalina Sandino Moreno (attrice) - Maria Full of Grace

Career Achievement Award
- Jerry Lewis

Menzione speciale
- Richard Schickel e Brian Jamieson della Warner Bros. - per la ricostruzione di Il grande uno rosso (The Big Red One), diretto da Samuel Fuller